# Sibilla Cumana
(Virgilio, Eneide, VI 45-46)

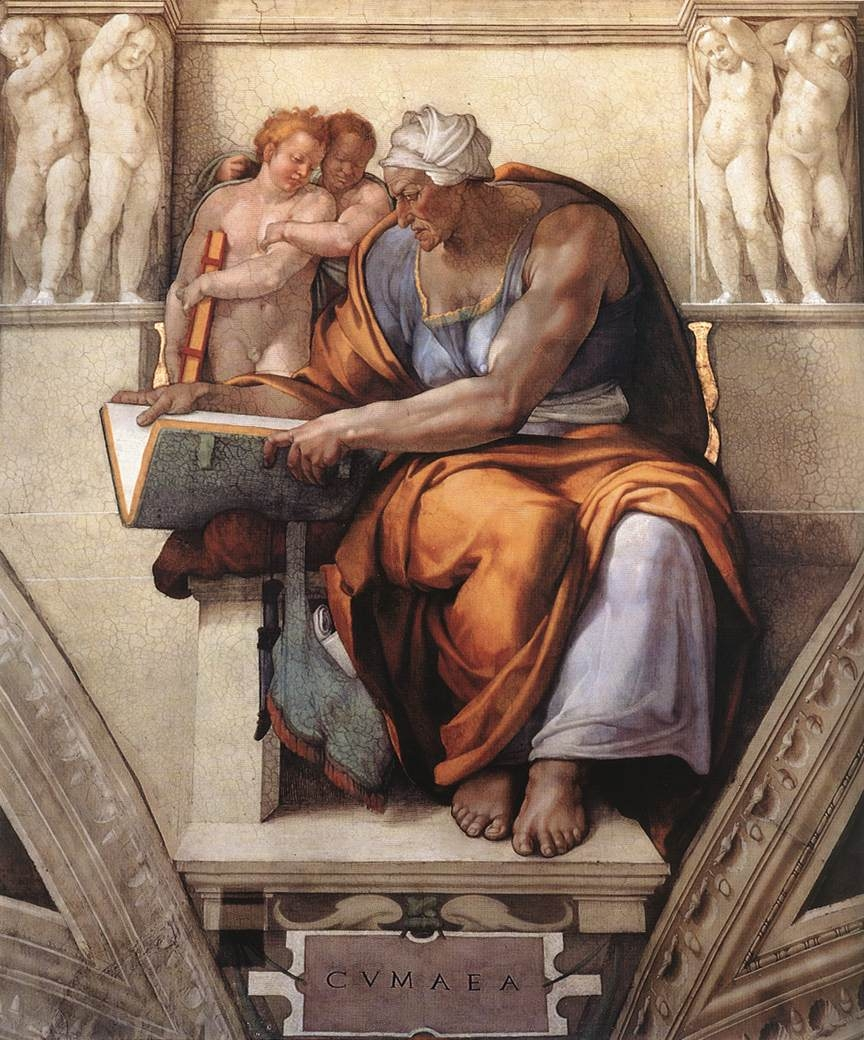
Sibilla Cumana nella Cappella Sistina

La Sibilla Cumana (gr. Σίβυλλα, lat. Sibylla), sacerdotessa di Apollo, è una delle più importanti Sibille, figure profetiche delle religioni greca e romana.

## Leggenda e riferimenti letterari

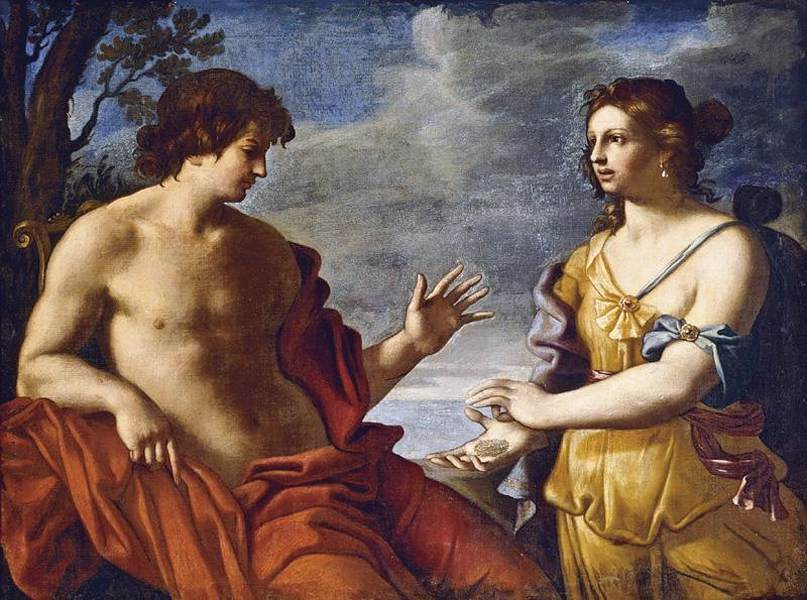
Cerrini: Apollo e la Sibilla Cumana, Berlino, Gemäldegalerie

Il titolo di Sibilla Cumana era proprio dalla somma sacerdotessa italica, che presiedeva l'oracolo di Apollo (divinità solare ellenica) e di Ecate (antica dea lunare pre-ellenica), situato nella città magnogreca di Cuma. Ella svolgeva la sua attività oracolare nei pressi del Lago d'Averno, in una caverna conosciuta come l'"Antro della Sibilla" dove la sacerdotessa, ispirata dalla divinità, trascriveva in esametri i suoi vaticini su foglie di alloro le quali, alla fine della predizione, erano mischiate dai venti provenienti dalle cento aperture dell'antro, rendendo i vaticini "sibillini", cioè difficili e incerti da interpretare. La sua importanza era nel mondo italico pari a quella del celebre oracolo di Apollo di Delfi in Grecia.
Tali Sibille erano giovani vergini, le quali si pensava potessero vivere più a lungo dei comuni mortali  (per questo a volte sono raffigurate come vecchie decrepite), che svolgevano attività mantica, entrando in uno stato di trance (furor).
L'etimologia dell'italiano Sibilla deriva dal latino Sibylla, che a sua volta si rifà al greco antico Σῐ́βυλλᾰ (Síbylla). Sebbene l'ipotesi resti incerta, ritornando a ritroso per il dorico Σίοβολλα (Síobolla), si ipotizza che il suo significato sia riscontrabile nell'attico Θεοβούλη (Theoboúlē), cioè “volontà divina", le prove di questo però non ci sono.
Alcuni nomi che ci sono rimasti delle Sibille cumane sono: Amaltea, Demofila ed Appenninica (di cui abbiamo testimonianza in Licofrone e in Eraclito). Nel libro VI dell'Eneide, Virgilio la definisce "longeva sacerdotessa"  col nome di «Deifobe di Glauco» e «Amphrysia», appellativo originato dal fiume tessalo Amfriso, presso il quale Apollo custodì il gregge di Admeto.
Nel poema la Sibilla Cumana funge prima da veggente:  si rifugia nell'antro "dalle cento porte" e viene invasata da Apollo, cambiando aspetto e timbro di voce. Ivi sollecita le domande di un impaurito Enea e risponde con oscuri vaticini, promettendogli l'arrivo alla meta, ma con nuove sanguinose battaglie e un nuovo Achille (Turno), ma anche un soccorso da una città greca (Evandro). La sibilla poi consiglia Enea di seppellire il compagno morto (Miseno) e di procurasi un magico ramo d'oro nel bosco sacro, da offrire a Proserpina regina dell'Ade. Con questo mitico lasciapassare, gli farà da guida nel Regno dell'Oltretomba, fino al ritorno. La presentazione dell'oracolo è accompagnata dal cupo ritratto dei luoghi in cui vive e che formano un tutt'uno, a suggerire un'immagine di paura ma allo stesso tempo di mistero. 

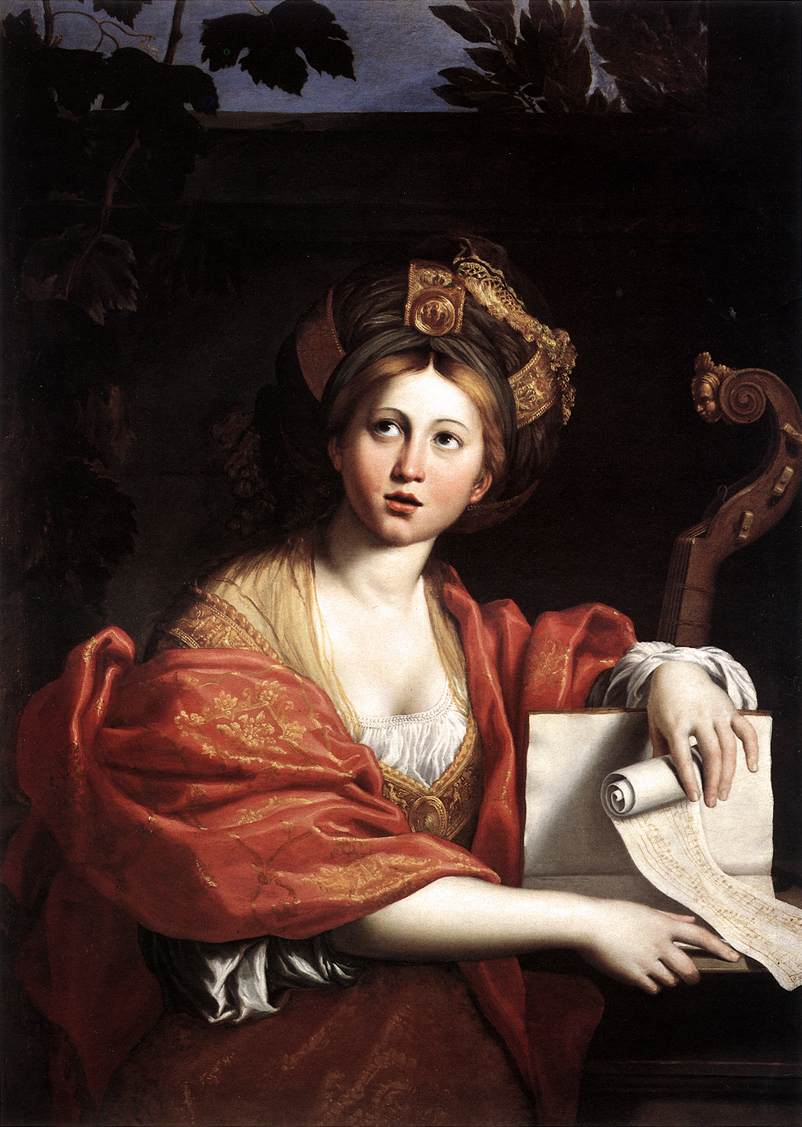
Domenichino, Sibilla Cumana

Alla sua figura è anche legata una leggenda: «Apollo innamorato di lei le offrì qualsiasi cosa purché ella diventasse la sua sacerdotessa, ed ella gli chiese l'immortalità. Ma si dimenticò di chiedere l'eterna giovinezza e, quindi, invecchiò sempre più finché, addirittura, il corpo divenne piccolo e consumato come quello di una cicala. Così decisero di metterla in una gabbietta nel tempio di Apollo, finché il corpo non scomparve e rimase solo la voce. Apollo comunque le diede una possibilità: se lei fosse diventata completamente sua, egli le avrebbe dato la giovinezza. Però ella, per non rinunciare alla sua castità, decise di rifiutare».
In Ovidio, inoltre, nel libro XIV delle Metamorfosi la Sibilla Cumana narra ad Enea del dono ricevuto da Apollo, di tanti anni di vita quanti i granelli di sabbia che era possibile stringere nella propria mano; dimenticando tuttavia di richiedere l'eterna giovinezza, la Sibilla era destinata a un invecchiamento lunghissimo nel tempo.
Dante, costante evocatore dei miti virgiliani, cita talora anche la Sibilla, con particolari riferimenti alla difficoltà di cogliere il filo dei suoi responsi:
(Dante, Paradiso XXXIII, 64-66)
Viene ricordata anche in un celebre passo di Petronio, che viene citato in epigrafe da Thomas Stearns Eliot nel suo La terra desolata:
(T.S. Eliot, The Waste Land, 1922)
L'antro della Sibilla Cumana si trova nella frazione di Cuma, tra i comuni di Pozzuoli e Bacoli, nella città metropolitana di Napoli. È ricordata una Sibilla Cumana anche a Ponte Arche (Trentino), sede delle Terme di Comano.

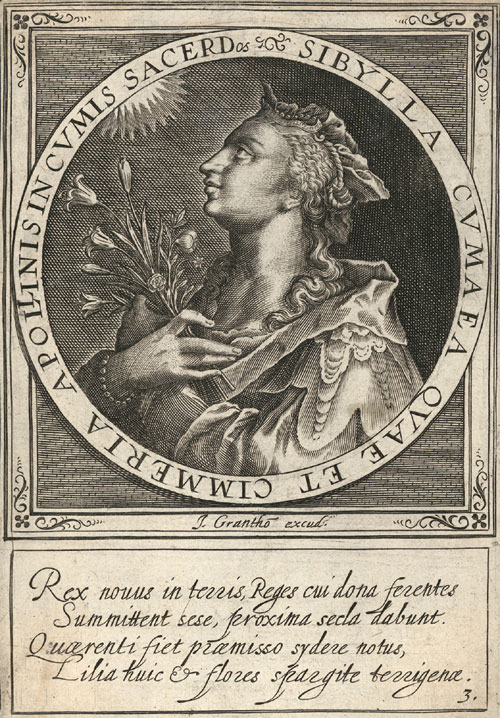
La Sibilla Cumana

## Influenza culturale
- La traduzione italiana della saga di Harry Potter presenta un chiaro omaggio alla Sibilla Cumana: l'insegnante di Divinazione, che in originale si chiama Sybil Trelawney, è stata ribattezzata Sibilla Cooman.
- Presso il piccolo Museo Biblioteca Sociale Giacomo Leopardi di Casalnuovo di Napoli è in esposizione permanente l’opera in bronzo “Sibilla Cumana” del maestro scultore Domenico Sepe. L’opera viene esposta temporaneamente all’Antro del Parco Archeologico di Cuma, per una iniziativa del Festival Antro 2022 organizzato dal Parco Archeologico dei Campi Flegrei.[6]